# Pārsānīān
Pārsānīān (persiska: پارسانيان) är en ort i Iran.   Den ligger i provinsen Kurdistan, i den nordvästra delen av landet, 400 km väster om huvudstaden Teheran. Pārsānīān ligger 1 551 meter över havet och antalet invånare är 332.
Terrängen runt Pārsānīān är huvudsakligen kuperad. Pārsānīān ligger nere i en dal.Runt Pārsānīān är det ganska glesbefolkat, med 50 invånare per kvadratkilometer. Närmaste större samhälle är Şāḩeb, 16,6 km väster om Pārsānīān. Trakten runt Pārsānīān består i huvudsak av gräsmarker.